# Красная Поляна (Свердловская область)
Кра́сная Поля́на — деревня в Красноуфимском округе Свердловской области. Входит в состав Криулинского сельского совета.

## История
25 июня 1962 года указом Президиума Верховного Совета РСФСР деревня Погорелово переименована в деревню Красная Поляна.

## География
Населённый пункт расположен в истоке реки Копыркин Лог в 12 километрах на юго-юго-восток от административного центра округа — города Красноуфимск.

### Часовой пояс
Красная Поляна как и вся Свердловская область, находится в часовой зоне МСК+2. Смещение применяемого времени относительно UTC составляет +5:00.

## Население
| 2002 | 2010 | 2021 |
| ---- | ---- | ---- |
| 227  | ↘172 | ↗174 |

## Улицы
Деревня разделена на шесть улиц (Зелёная, Новая, Одина, Садовая, Трактовая, Центральная).